# Peter van Recum

Peter van Recum um 1780 von Johann Adam Schlesinger

Peter van Recum (* 2. Oktober 1716 in Budel; † 7. Oktober 1783 in Grünstadt) war ein Textilkaufmann und Mitglied der nord-brabantischen Gilde der Teuten und Tuchkaufleute zu Budel, Dürkheim, Wattenheim, Hettenleidelheim, Worms und Grünstadt.

## Leben

### Herkunft
Peter war Angehöriger des ursprünglich aus Reckheim – heute Rekem – um 1450 stammenden, später in Budel ansässigen  Kaufmannsgeschlechts van Recum. Seine Eltern waren der Teute und Leinenkaufmann zu Budel Jan „de jonge“ van Recum (1687–1727) und dessen Ehefrau Maria Thijs (1686–1734).

### Werdegang
Er ging wohl in Budel in die Schule der Kapuziner und dann – wie alle seine katholischen Vorfahren und Verwandten – in die statutengemäße, mehrjährige und vielseitige Ausbildung zum Teuten in der Sparte Tuchhandel.
Aus der Biografie seines Sohnes, Andreas van Recum:

„Nach 1735 ließen sich die drei Brüder Peter, Johannes und Reinhard van Recum als Tuchwarenhändler im Territorium der Grafen von Leiningen im nördlichen Oberrheinland nieder und gründeten nacheinander Handelshäuser in Dürkheim, Wattenheim, Kirchheim an der Eck und in der hochgräflich leiningisch-westerburgischen Residenz Grünstadt.“

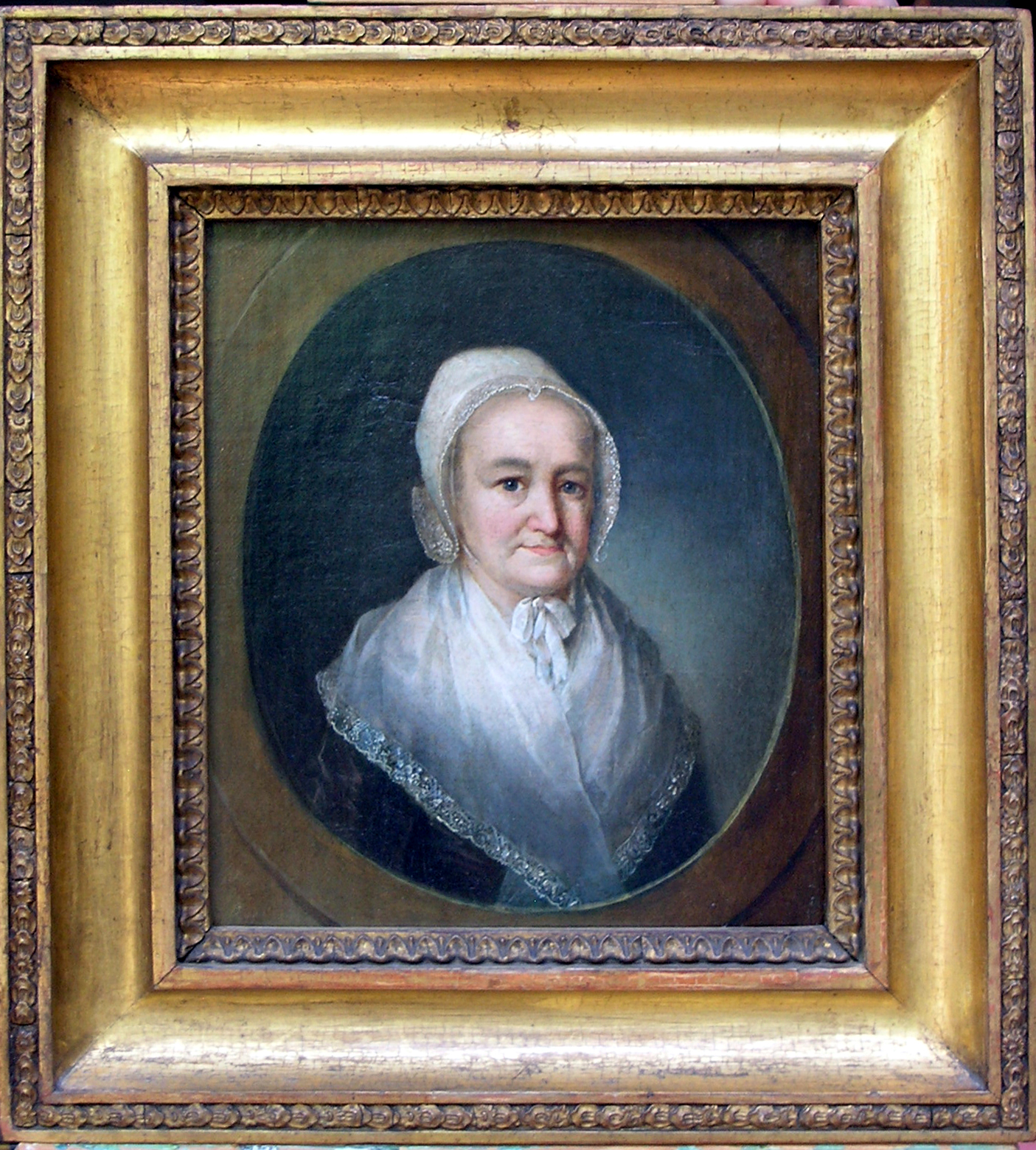
Susanna van Recum, geb. Zeiler um 1780 von Johann Adam Schlesinger

Peter van Recum heiratete am 24. November 1747 Susanna Zeiler (* 12. Juni 1726 in Grünstadt; † 20. Oktober 1799 in Koblenz), Tochter des Bäckermeisters und Engelwirts zu Grünstadt Franz Zeiler und der Anna Maria Margarethe Herter. Peter zog zu dem Schwiegervater und gründete so den Sitz in Grünstadt.
Faber berichtet:

„Innerhalb eines Jahrzehnts erwarb er mehrere Häuser in Grünstadt, von denen er nach 1759 zwei Anwesen gegenüber der Martinskirche an der Ecke Altgasse-Obergasse zu einem großen Wohn- und Geschäftshaus mit Scheune, Stall, großem Keller und Remise umbaute. Außerdem kaufte er Grundstücke auf, darunter vor dem Kirchtor einen großen Garten, den er zu einem Lustgarten ausgestalten ließ (1773). Als Vorbild diente ihm wahrscheinlich der benachbarte gräflich-leiningische Hofgarten, der um die gleiche Zeit von dem Gartenarchitekten Friedrich Ludwig von Sckell im englischen Stil angelegt worden war. Als „Recum-Garten“ bestand er bis gegen Ende des 19. Jahrhunderts.“

So entsteht das Bild einer für Grünstädter Verhältnisse – das Städtchen zählte damals etwa 2.500 Einwohner – recht wohlhabenden Familie, die sich durch ihren raschen Aufstieg und durch ihr Verhandlungsgeschick ein gewisses Ansehen in der katholischen Gemeinde und bei den ihr verpflichteten Landesherren erworben haben.
Peter van Recum starb am 17. Oktober 1783 in Grünstadt und wurde dort am 18. Oktober beigesetzt. Er hinterließ eine Witwe und acht Kinder.

### Nachkommen
Peter und Susanna hatten 12 Kinder:
- Johann Nepomuk van Recum (1753–1801) ⚭ 1783 Anna M. Jacquemar (1767–1833)
- Maria Magdalena (1.) (1754–1762) s.p.
- Johann Peter Joseph (1756–1780) Franziskaner  Ordensname „Decorosus“  Kanoniker zu Stift St. Viktor vor Mainz s.p.
- Maria Catharina (1758–1783) ⚭ 1781 Heinrich von Mappes
- Maria Eva (1760–1792) ⚭ 1785 Joseph Günther
- Franz Anton (1.) (1762–1768) s.p.
- Johann Jakob (1764–1765) s.p.
- Andreas van Recum (1765–1828) 1813 baron, 1822 Freiherr von Recum, 3 mal verheiratet, s. dort
- Anna Margaretha Josepha (1767–1811) s.p.
- Franz Anton (2.) (1768–1771) s.p.
- Maria Magdalena (Madeleine) (1770–1851) ⚭ 1795 Pierre François Paravey[6]
- Maria Susanna (Susette) (1772–1844) ⚭ 1796 François Saglio[7]

Alle Verheirateten hatten zahlreiche Nachkommen, von denen viele noch heute leben, sowohl der bürgerlichen wie auch der freiherrlichen Zweige.

### Marken

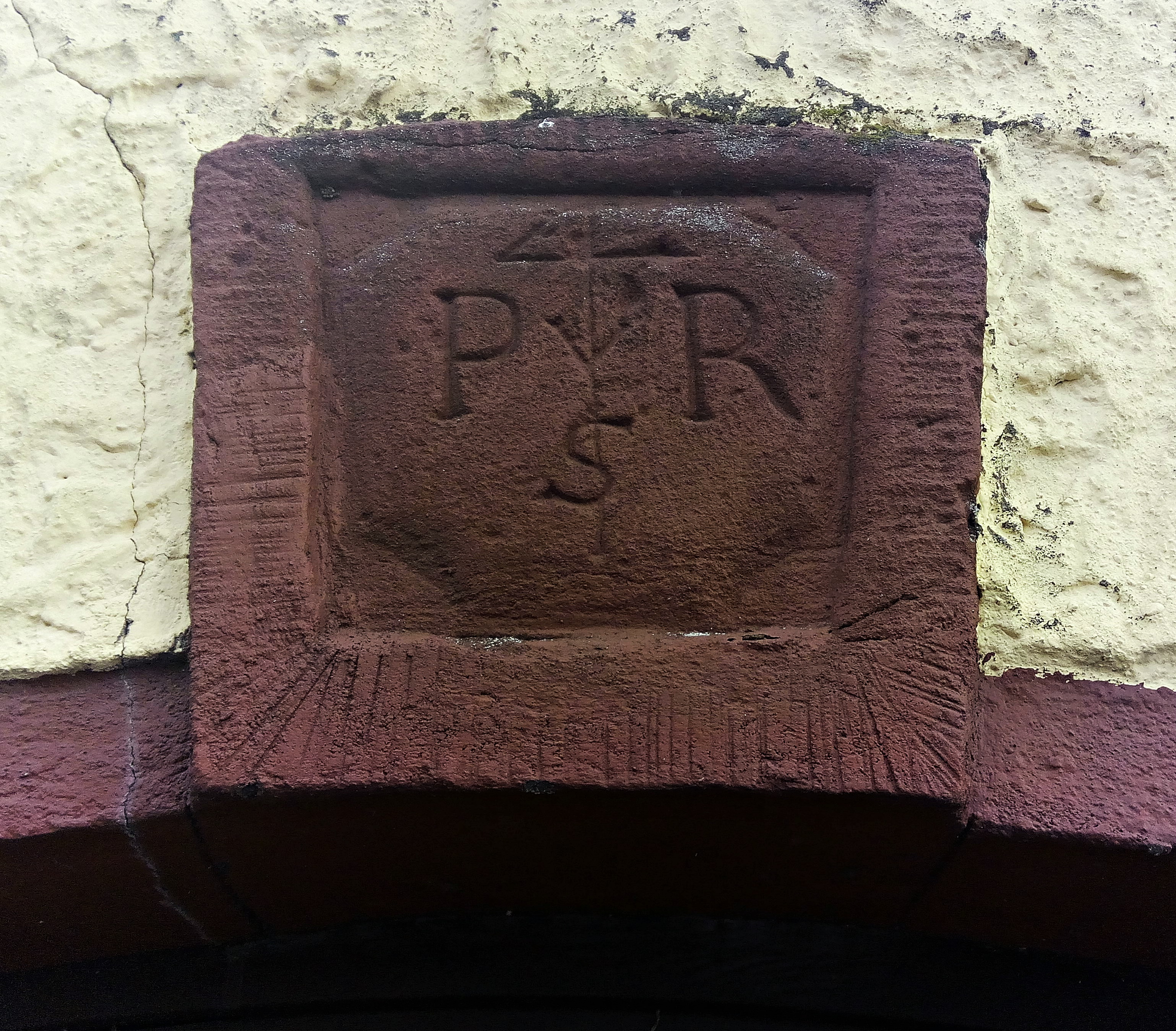
Am Recumgarten zu Grünstadt

Peter van Recum hatte kein Wappen, jedoch eine Hausmarke in verschiedenen Ausführungen am Türsturz und am Recum-Garten sowie als Porzellanmarke.